# São João de Areias
São João de Areias é uma vila portuguesa sede da Freguesia de São João de Areias do município de Santa Comba Dão, com 21,44 km² de área e 1721 habitantes (censo de 2021). A sua densidade populacional é 80,3 hab./km².
A vila de São João de Areias foi sede de concelho desde antes de 1258 até 1895, ano em que foi repartido entre os concelhos de Santa Comba Dão e Carregal do Sal. A localidade de São João de Areias, com o estatuto de vila possivelmente desde a Idade Média, acabou por perder tal título após a extinção do seu município, só o tendo recuperado no verão de 1997, após a publicação da Lei n.º 70/97 que a voltou a elevar à categoria de vila.

## Demografia
A população registada nos censos foi:
| Distribuição da População por Grupos Etários | Distribuição da População por Grupos Etários | Distribuição da População por Grupos Etários | Distribuição da População por Grupos Etários | Distribuição da População por Grupos Etários |
| -------------------------------------------- | -------------------------------------------- | -------------------------------------------- | -------------------------------------------- | -------------------------------------------- |
| Ano                                          | 0-14 Anos                                    | 15-24 Anos                                   | 25-64 Anos                                   | > 65 Anos                                    |
| 2001                                         | 350                                          | 324                                          | 1118                                         | 491                                          |
| 2011                                         | 234                                          | 196                                          | 956                                          | 553                                          |
| 2021                                         | 173                                          | 150                                          | 773                                          | 625                                          |

## Etimologia
Uma curiosa lenda atribui a origem do topónimo São João de Areias ao aparecimento de uma imagem de São João Baptista no areal do rio Mondego.
Uma velhinha ao encontrá-la teria gritado cheia de alegria: “Boa Nova! Boa Nova!” e por isso o local do achado ficou a chamar-se “Nova”. A notícia em breve se espalhou e os moradores da vila conduziram a imagem em procissão para a igreja. Assim, sendo a imagem de S. João e tendo sido encontrada nas areias do rio, a vila passou a denominar-se, desde então, S. João de (ou das) Areias e São João Baptista o seu padroeiro.

## História
O território da freguesia de São João de Areias foi ocupado desde tempos remotos, tendo nele já sido encontrandos diversos vestígios arqueológicos, sendo mais frequentes, contudo, as sepulturas rupestres e vestígios da época romana.
Da viragem do milénio I para o milénio II, mais precisamente dos séculos X e XII encontram-se vários documentos que se referem a São João de Areias a propósito da sua doação ao Mosteiro do Lorvão, à Sé de Coimbra e à Sé de Viseu. Desde essa altura que o território atual de São João de Areias compreendia as “vila” e mais tarde concelhos de Silvares e São João de Areias, sendo que este último para além da freguesia/paróquia com o mesmo nome incluia também a freguesia/paróquia de Parada, atualmente pertencente ao concelho de Carregal do Sal.
Nos séculos XIII e XIV, São João de Areias é referido nas Inquirições de D. Afonso III e em vários outros documentos das chancelarias régias.
No início do século XVI, a 10 de abril de 1514, D. Manuel I concede foral ao concelho de São João de Areias e por volta desta época é erigido o pelourinho de São João de Areias. O Cadastro da População do Reino de 1527 indica que o concelho de São João de Areias compreendia a freguesia com o mesmo nome e a freguesia de Parada. Os “moradores” (entenda-se “fogos”) da freguesia de São João de Areias eram os seguintes: 54 na vila, 19 na “villa diamteyra“, 4 na “povoa dos mosquitos”, 30 em “saom migell”, 33 em “castelejo”, etc.. O mesmo Cadastro informa que Silvares era então cabeça de um pequeno concelho, enclave do concelho de São João de Areias, onde viviam 25 “moradores”: 13 em Silvares, 8 no Casal e 4 na Venda [da Guarita].
É possível admitirmos, pela análise do número de fogos das aldeias da atual freguesia de São João de Areias aquando do Cadastro da População do Reino de 1527, pela imaginária (os padroeiros dessas aldeias são todos imagens do século XV e XVI) e pela análise da tipologia das capelas atuais, ter ocorrido um surto de edificações religiosas no século XVI só comparável ao que surgiria no século XVIII. Com efeito, as 7 capelas construídas de novo ou reconstruídas naquela época terão sido as de invocação de São Sebastião, São Pedro, São Silvestre, São João Evangelista, Santo António, São Miguel e a capela de Nossa Senhora da Graça; e talvez mesmo se possam acrescentar mais duas, a capela de S. José e de Nossa Senhora (em S. João de Areias) e a capela de S. Francisco (no Casal), existentes ainda na primeira metade do século XVIII.
Em meados do século XVII, os concelhos de São João de Areias e de Silvares eram cada um dirigidos por uma Câmara composta por um Juiz-presidente (Ordinário e dos Órfãos), Vereador(es) (3 no concelho de S. João de Areias e 1 no de Silvares) e por um Procurador “por Carta do Corregedor da comarca e se chama por Sua Majestade”. Esta situação manteve-se nos séculos seguintes, até à sua extinção.
O século XVIII, também aqui, foi uma época de grandes remodelações e de novas construções. Fruto da mentalidade e do poder económico de setecentos, a nobreza e o povo sãojoanenenses foram “edificando de novo“ a velha Igreja Matriz de São João de Areias e as capelas dos santos padroeiros de algumas das suas aldeias.
No século XIX, o concelho de Silvares é extinto na sequência da reforma administrativa de 1836 e fundido com o de São João de Areias. O território do concelho extinto de Silvares foi integrado na freguesia de São João de Areias pelo que o novo município passa a ser constituído pela freguesia alargada de São João de Areias e pela freguesia de Parada. Em 7 de Setembro de 1895 o município de São João de Areias por sua vez é extinto sendo a freguesia da sede integrada no município de Santa Comba Dão e a freguesia de Parada incluída no município de Carregal do Sal.
A localidade de São João de Areias acabaria por perder o seu estatuto de vila, o qual recupera a 12 de julho de 1997
, com a publicação da Lei n.º 70/97.

## Geografia

### Localização geográfica

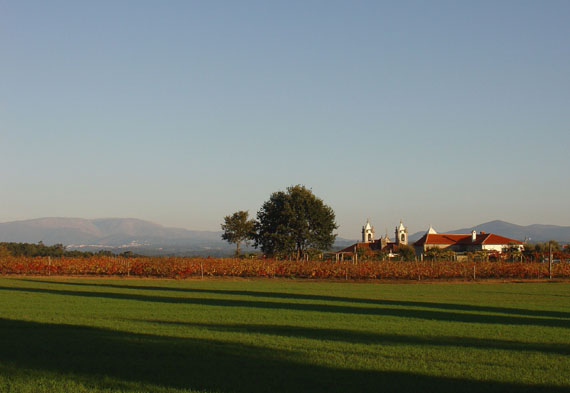
Planalto da Igreja Matriz; ao longe vê-se a Serra da Estrela.

A freguesia de São João de Areias localiza-se na zona este do município de Santa Comba Dão, distrito de Viseu. A freguesia tem 21,44 km² de área e 1 939 habitantes (2011), possuindo uma densidade populacional de 90,4 hab/km². Freguesia beirã localiza-se na região histórica da Beira Alta definida na década de 1930 pelo geógrafo Amorim Girão.
Com uma forma relativamente em losango a freguesia tem a sua fronteira norte–noroeste definida pelo rio Dão e sul–sudeste definida pelo rio Mondego. Dentro do município de Santa Comba Dão, São João de Areias faz fronteira a norte com as freguesias de Treixedo e de Nagozela. A noroeste faz fronteira ao longo de mais de 1 km com a freguesia de Santa Comba Dão e em um único ponto com a de Couto do Mosteiro, num caso onde as fronteiras de 4 divisões administrativas portuguesas se juntam. A oeste faz fronteira com as freguesias do Vimieiro e de Pinheiro de Ázere. A este, São João de Areias delimita com o município de Carregal do Sal e a sul, numa fronteira definida pelo rio Mondego, com o município de Tábua.

### Clima
Localizando-se no centro norte de Portugal, e pertencente à região histórica da Beira Alta, numa zona de transição entre o litoral e o interior do país, a freguesia de São João de Areias encontra-se numa região com um clima mediterrânico com influência continental e marítima. Este é caracterizado por invernos frescos a frios, húmidos, e relativamente ventosos, em especial no mês de janeiro. A primavera é amena, com alguma chuva, concentrada nos primeiro dois meses, sendo o verão é quente e seco. O outono é húmido e fresco, com bastante precipitação e concentrada nos últimos dois meses da estação.

## Aldeias da freguesia

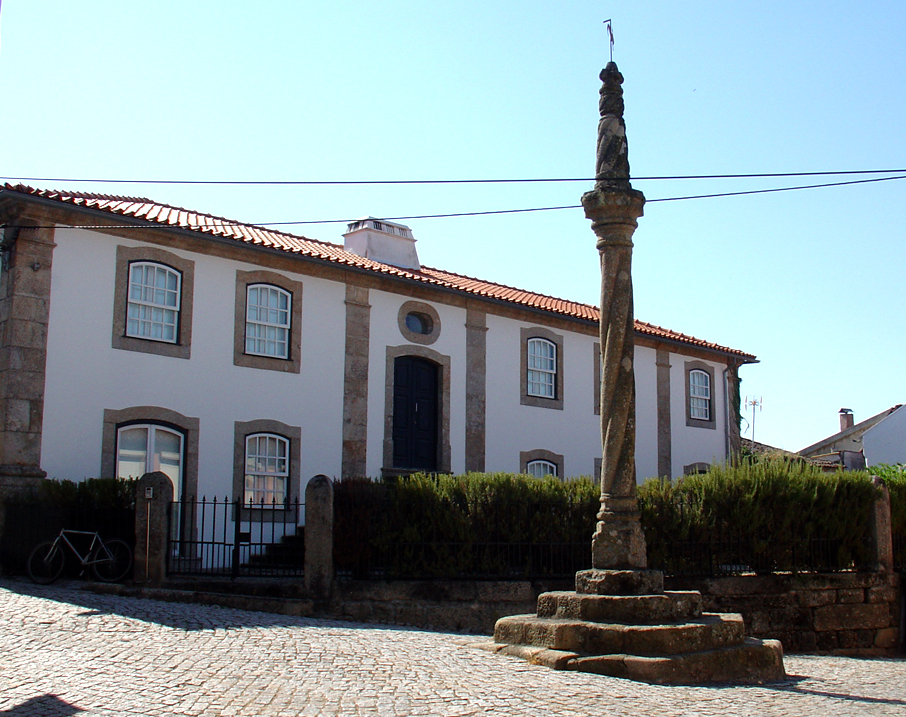
Pelourinho de São João de Areias.

Para além da vila de São João de Areias existem na sua freguesia as seguintes aldeias:
- Campolinho
- Cancela
- Casal
- Casas Novas
- Castelejo
- Cernada
- Fonte do Ouro
- Guarita
- Póvoa dos Mosqueiros
- Prados
- Quinta do Rio
- Ranha
- São Miguel
- Sardoal
- Silvares
- Vale Pinheiro
- Vila Dianteira
- Quintas: Quinta do Borges & Irmão; Quinta da Mascota; Quinta da Levegada, Quinta da Castanheira, Quinta da Abelenda, etc.

## Economia
Sendo a freguesia de São João de Areias uma zona rural, na sua economia, a agricultura desempenha um papel de grande relevância, conjuntamente com o aproveitamento e valorização florestal. 
- RIBADÃO & RIBAMONDEGO - firmas de prestígio, dedicadas ao comércio de madeiras exóticas e desempenhando um importante papel de mecenato para as instituições culturais e de solidariedade da freguesia.

## Infraestrutura
A freguesia de São João de Areias é servida por várias infraestruturas em diferentes áreas, desde a educação à saúde.

### Educação
Atualmente, na sequência das reorganizações das escolas de 1.º ciclo efetuadas em Portugal durante as décadas de 2000 e 2010, na freguesia de São João de Areias funciona apenas o Centro Educativo do Sul, escola inaugurada em 2009 que ministra o 1.º ciclo do Ensino Básico e possui ainda um jardim de infância, acolhendo principalmente os alunos das freguesias da zona sul do município de Santa Comba Dão.
- Centro Escolar do Sul

Antes das reorganizações referidas, existiram ainda na freguesia de São João de Areias os seguintes jardins de infância e escolas primárias:
- Jardim de Infância de S. João de Areias (inativo)
- Jardim de Infância de Castelejo (inativo)
- Jardim de Infância de S. Miguel (inativo)
- Jardim de Infância da Póvoa dos Mosqueiros (inativo)
- Escola do 1.º Ciclo do Ensino Básico de S. João de Areias (inativo)
- Escola do 1.º Ciclo do Ensino Básico de Castelejo (inativo)
- Escola do 1.º Ciclo do Ensino Básico da Cancela (inativo)
- Escola do 1.º Ciclo do Ensino Básico da Póvoa dos Mosqueiros (inativo)

### Saúde
Na freguesia funciona uma extensão do Centro de Saúde de Santa Comba Dão, bem como uma farmácia:
- Extensão de Saúde de S. João de Areias – Centro de Saúde de Santa Comba Dão
- Farmácia Sales Mano - Telef.: 232 891 158

### Transportes
A freguesia de São João de Areias é servida por diversas ligações rodoviárias de interesse nacional e regional. No município de Santa Comba Dão passa o IP 3, estrada de importância nacional que estabelece a ligação entre Coimbra e Viseu. É também no município de Santa Comba Dão, que o IP 3 tem um nó com a autoestrada IC 12, a qual estabelece a ligação entre Santa Comba Dão e Canas de Senhorim, continuando a partir daí a N 234 até Mangualde, onde liga à A25 (Aveiro–fronteira de Vilar Formoso), esta última uma das mais importantes autoestradas do Portugal. A freguesia é ainda servida pela N 234-6 que faz a ligação entre o IC 12, Tábua e o IC 6 e a N 17 (em Candosa).
A nível da rede municipal destaca-se a M 234 (antiga N 234 antes da construção do IC 12) que atravessa várias aldeias da freguesia como Cancela, Guarita e Casas Novas. Perto de Cancela, sai a M 234-6 que atravessa Vila Dianteira e São João de Areias terminando depois num nó com a N 234-6, antes de uma ponte sobre o rio Mondego. A M 633 liga a vila de São João de Areias a Parada, no município de Carregal do Sal.
A nível ferroviário a freguesia é servida pela Linha da Beira Alta, através da Estação Ferroviária de Santa Comba Dão, onde páram todos os serviços Regionais e Intercidades da CP e do apeadeiro de Castelejo onde páram alguns serviços Regionais daquela operadora. Era a partir da estação de Santa Comba Dão que partia a Linha do Dão, a qual estabelecia a ligação ferroviária entre a Linha da Beira Alta e Viseu. Inaugurada em 1890 e encerrada em 1989, cruzava durante cerca de 2 km o noroeste da freguesia, tendo o seu canal sido adaptado para a Ecopista do Dão, ciclovia inaugurada em 2011.

### Associações

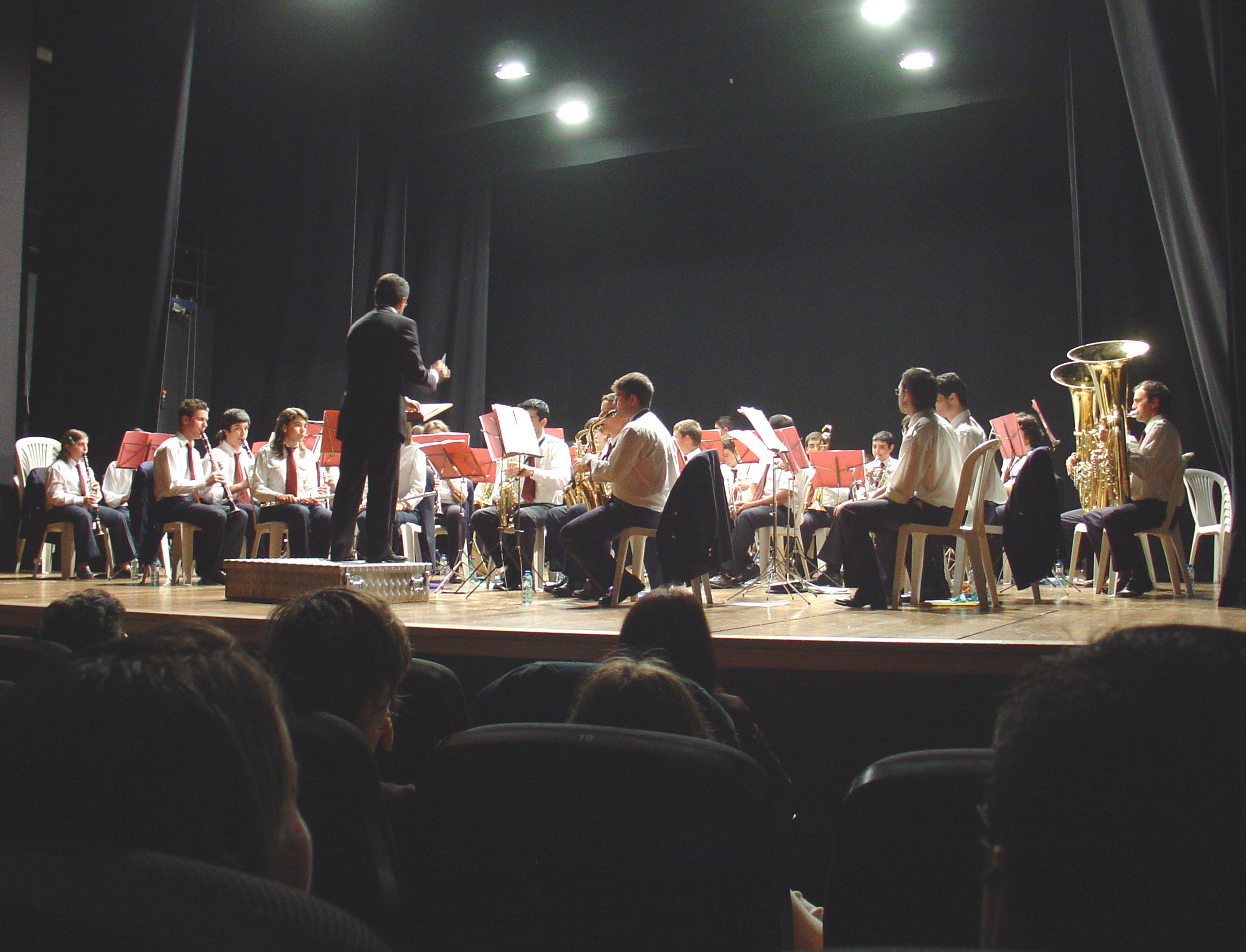
Atuação da Filarmónica Fraternidade de São João de Areias, em 2006.

Em São João de Areias existem diversas associações cívicas:
- Sociedade Filarmónica Fraternidade de S. João de Areias (fundada em agosto de 1875)
- Centro Recreativo e Cultural da Póvoa dos Mosqueiros (fundado a 18 de abril de 1978)
- Grupo de Cantares de S. João de Areias (em ligação com o Centro Social e Paroquial)
- Associação Sociocultural S. João Evangelista – Tuna juvenil "Os Alegres de Castelejo"
- Associação Cultural, Social, Recreativa e de Desenvolvimento de Vila Dianteira (fundada em 11 de novembro de 2005)
- Grupo Desportivo de S. João de Areias (inativo)
- União Desportiva da Cancela (fundada em 14 de maio de 1976)
- Associação dos Amigos de S. João de Areias – sede em Lisboa (inativa?)
- Associação dos Amigos de S. João de Areias – sede nos Estados Unidos

### Solidariedade
Em nível de instituições de solidariedade social existe na freguesia o Centro Social e Paroquial de São João de Areias, que possui um lar de idosos:
- Centro Social e Paroquial de S. João de Areias (fundado em outubro de 1997)

## Património

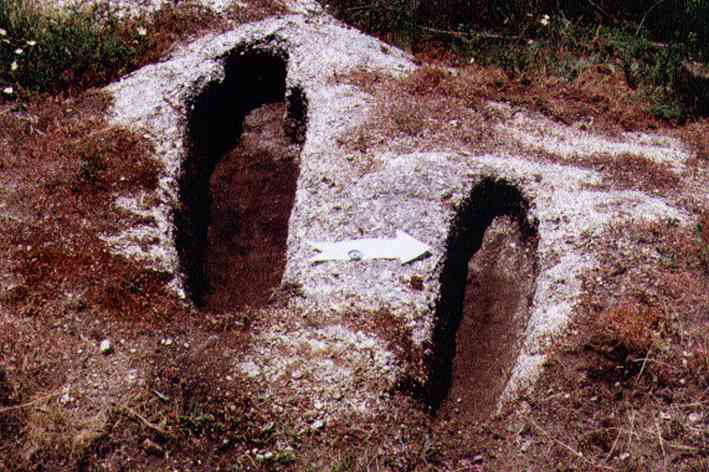
Sepulturas da Regueiras, Casas Novas/Vila Dianteira.

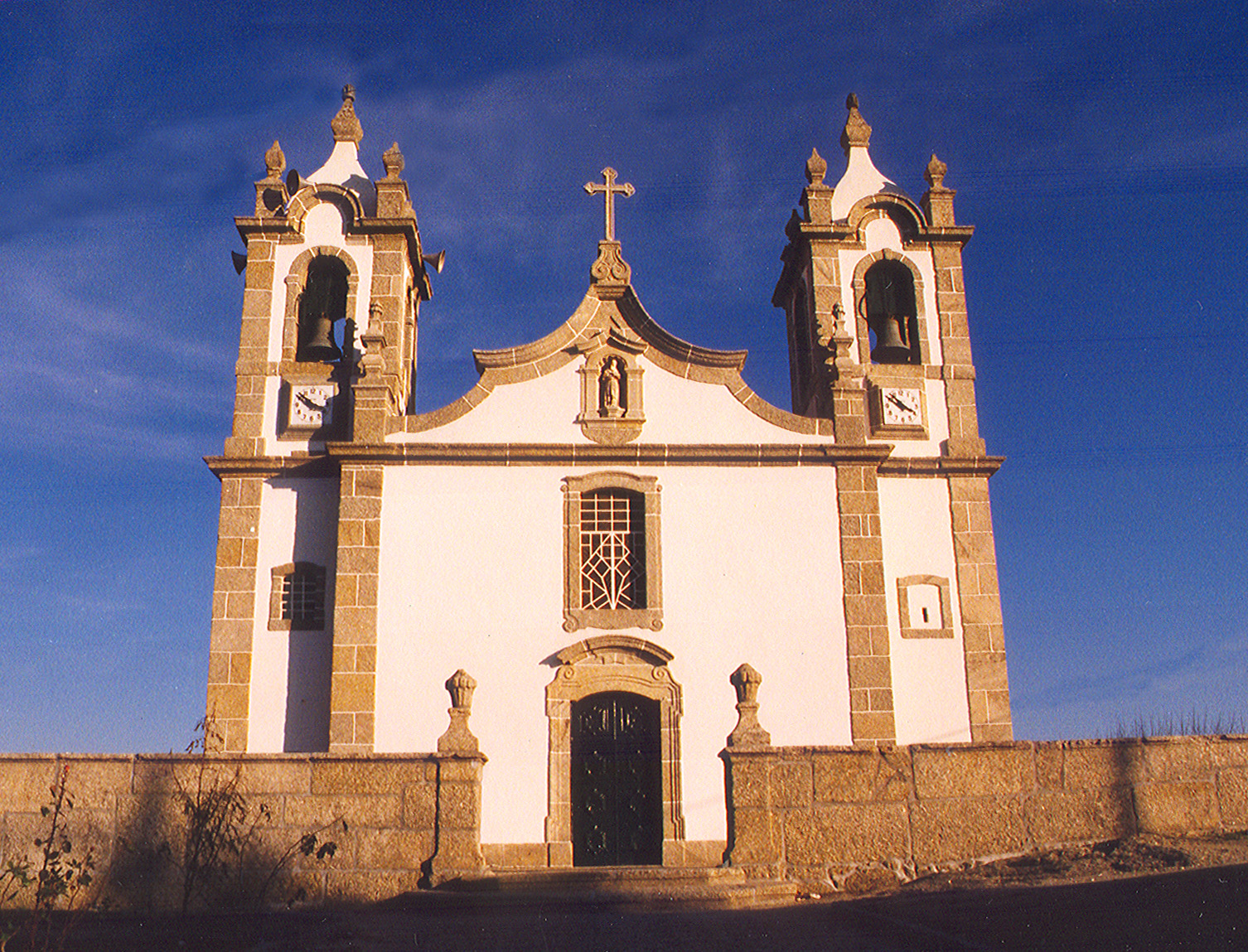
Igreja Matriz de São João de Areias.

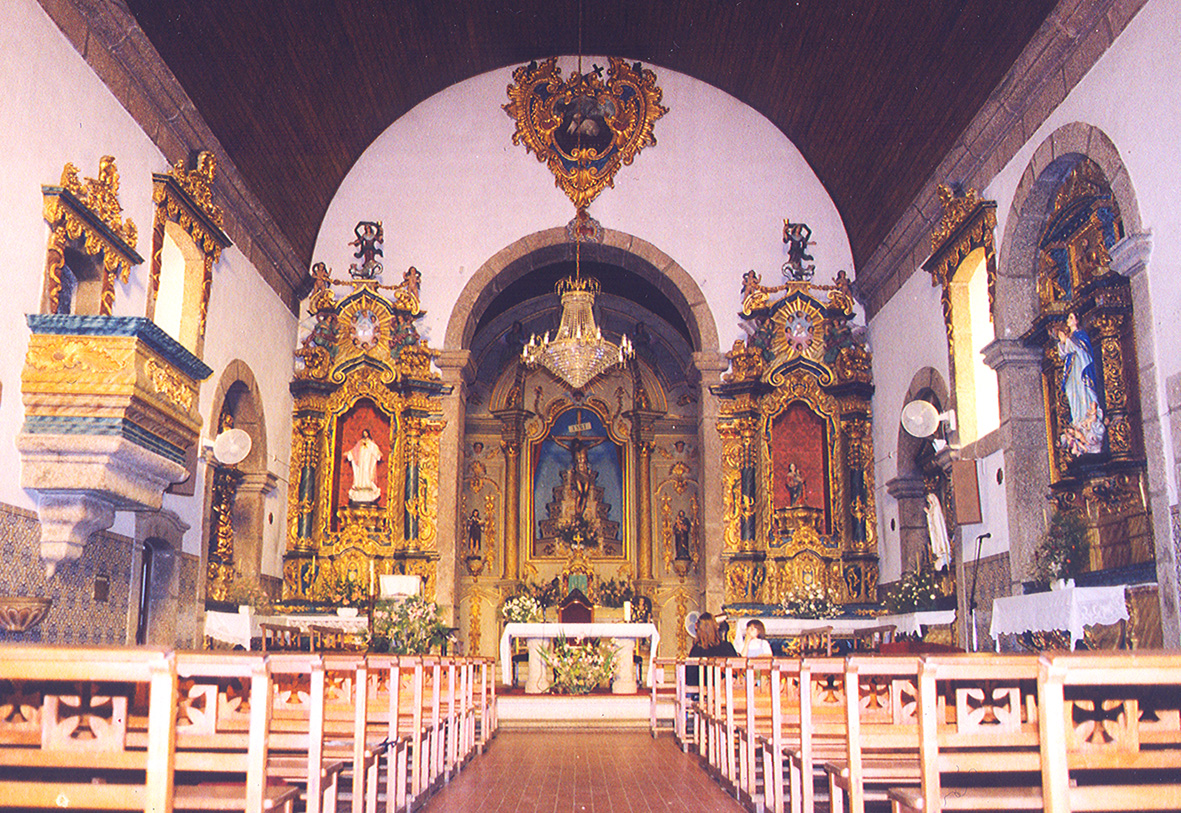
Interior da Igreja Matriz de São João de Areias.

Sendo uma freguesia já com uma longa História, São João de Areias possui um diversificado património histórico:
- Arqueologia: 
  - Vestígios da ocupação pré-histórica — na Costa (Silvares) e na área da Quinta da Castanheira.
  - Vestígios da ocupação romana — em São João de Areias e Vila Dianteira.
  - Sepulturas escavadas na rocha — em vários locais da freguesia, com destaque para as necrópoles de S. João de Areias (no adro da Igreja, vilmente subterrada) e da Regueiras (Casas Novas/Vila Dianteira).
- Documento do século X — doação ao Mosteiro do Lorvão em 981
- Documento do século XVI — Foral Manuelino de São João de Areias, de 10 de abril de 1514
- Pelourinho de São João de Areias
- Casas do século XVI
- Igreja Matriz de São João de Areias
- Capelas públicas:
  - Capela de São Sebastião (anterior ao século XVII)
  - Capela de Santo Cristo (século XVIII)
  - Capela de São Pedro (século XVIII) — na sede de freguesia, S. João de Areias;
  - Capela de São Silvestre (século XVIII) — em Vila Deanteira;
  - Capela de São João Evangelista (anterior ao século XVII) — em Castelejo;
  - Capela de Santo António (anterior ao século XVII) — em Silvares;
  - Capela de São Miguel (século XVIII) — em S. Miguel;
  - Capela de Nossa Senhora da Graça (inaugurada em 31 de outubro de 1998 e que substituiu a capela antiga, anterior ao século XVII, mandada demolir em 31 de agosto de 1998) — na Póvoa dos Mosqueiros.
- Capelas particulares: 
  - Capela de Nosso Senhor Jesus Cristo (século XVIII - deixada vandalizar pela sua proprietária, a Fundação D. José da Cruz Moreira Pinto, de Viseu) — na Casa de D.ª Georgina Loureiro, em Vila Deanteira;
  - Capela de São Sebastião (século XVIII) — no Solar dos Serpa Pimentel, na Guarita;
  - Capela de Nosso Senhor Jesus Cristo (século XVIII — o padroeiro é desconhecido, supõe-se ser Nosso Senhor Jesus Cristo) na Casa dos Neves de Lemos, na Póvoa dos Mosqueiros.
- Casa das Armas Reais — em São João de Areias
- Casa de D.ª Georgina Loureiro — em Vila Dianteira
- Casa do Dr. José da Silva Carvalho — em Vila Dianteira
- Casa dos Cabrais — Casal, Castelejo
- Solar dos Serpa Pimentel — em Guarita
- Casa dos Neves de Lemos — em Póvoa dos Mosqueiros

## Personalidades célebres

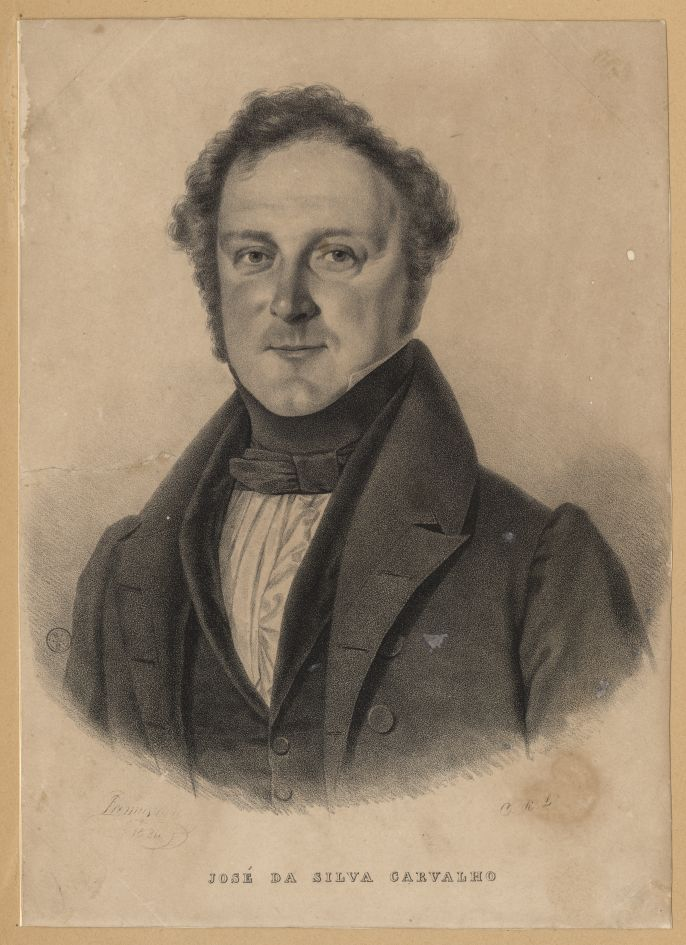
José da Silva Carvalho, em 1834.

- Capitães-mores de São João de Areias - entre c.1669 e c.1813
- António de Melo Cabral Cardoso da Silveira (1731–1821) — fidalgo da Casa Real, possivelmente a pessoa que ordenou a construção da Casa das Armas Reais.
- Francisco José de Miranda Duarte (1757–1820) — juiz desembargador.
- Francisco de Serpa Saraiva (1781–1850) — 1.º Barão de São João de Areias.
- José da Silva Carvalho (1782–1856) — obreiro da Revolução de 1820 e ministro de governos dos reinados de D. João VI, de D. Pedro IV e de D. Maria II.
- Manuel de Serpa Machado (1784–1858) — académico e deputado.
- Bernardo de Serpa Machado (1787–1832) — juiz.
- Manuel de Serpa Pimentel (1818–1910) — 2.º Barão de São João de Areias.
- Maria do Céu da Silva Mendes (1847–1933) — pianista e filantropa.
- Raul Jorge Wheelhouse (1901- ?) - médico e cirurgião antifascista.